# Élections sénatoriales de 1998 dans les Hautes-Alpes
L'élection sénatoriale dans les Hautes-Alpes a eu lieu le dimanche 27 septembre 1998. 
Elle a eu pour but d'élire le sénateur représentant le département au Sénat pour un mandat de neuf années.

## Contexte départemental
Lors des élections sénatoriales du 24 septembre 1989 dans les Hautes-Alpes, un sénateur a été élu, Marcel Lesbros (UDF-CDS).
Depuis, tous les effectifs du collège électoral des grands électeurs ont été renouvelés, avec les élections législatives françaises de 1997, les élections régionales françaises de 1998, les élections cantonales de 1994 et 1998 et les élections municipales françaises de 1995.

## Rappel des résultats de 1989
|                | Marcel Lesbros    | UDF            | 214 | 59,94  |  |  |
|                | Robert de Caumont | PS             | 122 | 34,17  |  |  |
|                | Jean Guigli       | PCF            | 21  | 5,88   |  |  |
|                |                   |                |     |        |  |  |
| Inscrits       | Inscrits          | Inscrits       | 375 | 100,00 |  |  |
| Abstentions    | Abstentions       | Abstentions    | 4   | 1,07   |  |  |
| Votants        | Votants           | Votants        | 371 | 98,93  |  |  |
| Blancs et nuls | Blancs et nuls    | Blancs et nuls | 14  | 3,73   |  |  |
| Exprimés       | Exprimés          | Exprimés       | 357 | 95,20  |  |  |

## Sénateurs sortants
| Sénateur | Sénateur       | Parti | Fonctions lors de l'élection en 1989             |
| -------- | -------------- | ----- | ------------------------------------------------ |
|          | Marcel Lesbros | UDF   | Président du conseil général, maire de La Saulce |

## Présentation des candidats
Les nouveaux représentants sont élus pour une législature de 9 ans au suffrage universel indirect par les 391 grands électeurs du département. 
Dans les Hautes-Alpes, le sénateur est élu au scrutin majoritaire à deux tours. 
| Candidats | Candidats          | Parti | Principale fonction                                   |
| --------- | ------------------ | ----- | ----------------------------------------------------- |
|           | Patrick Marsauche  | Verts | Conseiller municipal de Gap                           |
|           | Jean-Paul Reynier  | PS    | Conseiller général, maire de Saint-Jean-Saint-Nicolas |
|           | Joël Giraud        | PRG   | Maire de L'Argentière-la-Bessée                       |
|           | Marcel Lesbros     | UDF   | Sénateur sortant, maire de La Saulce                  |
|           | Jean-Yves Dusserre | DL    | Conseiller général, maire de Chabottes                |
|           | Michel d'Ornano    | FN    |                                                       |

## Résultats
| Candidat et parti politique | Candidat et parti politique | Candidat et parti politique | Premier tour | Premier tour | Second tour | Second tour |
| Candidat et parti politique | Candidat et parti politique | Candidat et parti politique | Voix         | %            | Voix        | %           |
| --------------------------- | --------------------------- | --------------------------- | ------------ | ------------ | ----------- | ----------- |
|                             | Marcel Lesbros              | UDF                         | 148          | 38,34        | 206         | 55,38       |
|                             | Jean-Yves Dusserre          | DL                          | 90           | 23,32        | Retrait     | Retrait     |
|                             | Jean-Paul Reynier           | PS                          | 76           | 19,69        | 88          | 23,66       |
|                             | Joël Giraud                 | PRG                         | 65           | 16,84        | 77          | 20,70       |
|                             | Patrick Marsauche           | Verts                       | 4            | 1,04         | 1           | 0,27        |
|                             | Michel d'Ornano             | FN                          | 3            | 0,78         | Retrait     | Retrait     |
|                             |                             |                             |              |              |             |             |
| Inscrits                    | Inscrits                    | Inscrits                    | 391          | 100,00       | 391         | 100,00      |
| Abstentions                 | Abstentions                 | Abstentions                 | 2            | 0,51         | 1           | 0,26        |
| Votants                     | Votants                     | Votants                     | 389          | 99,49        | 390         | 99,74       |
| Blancs et nuls              | Blancs et nuls              | Blancs et nuls              | 3            | 0,77         | 18          | 4,62        |
| Exprimés                    | Exprimés                    | Exprimés                    | 386          | 99,23        | 372         | 95,38       |